# Braunvieh

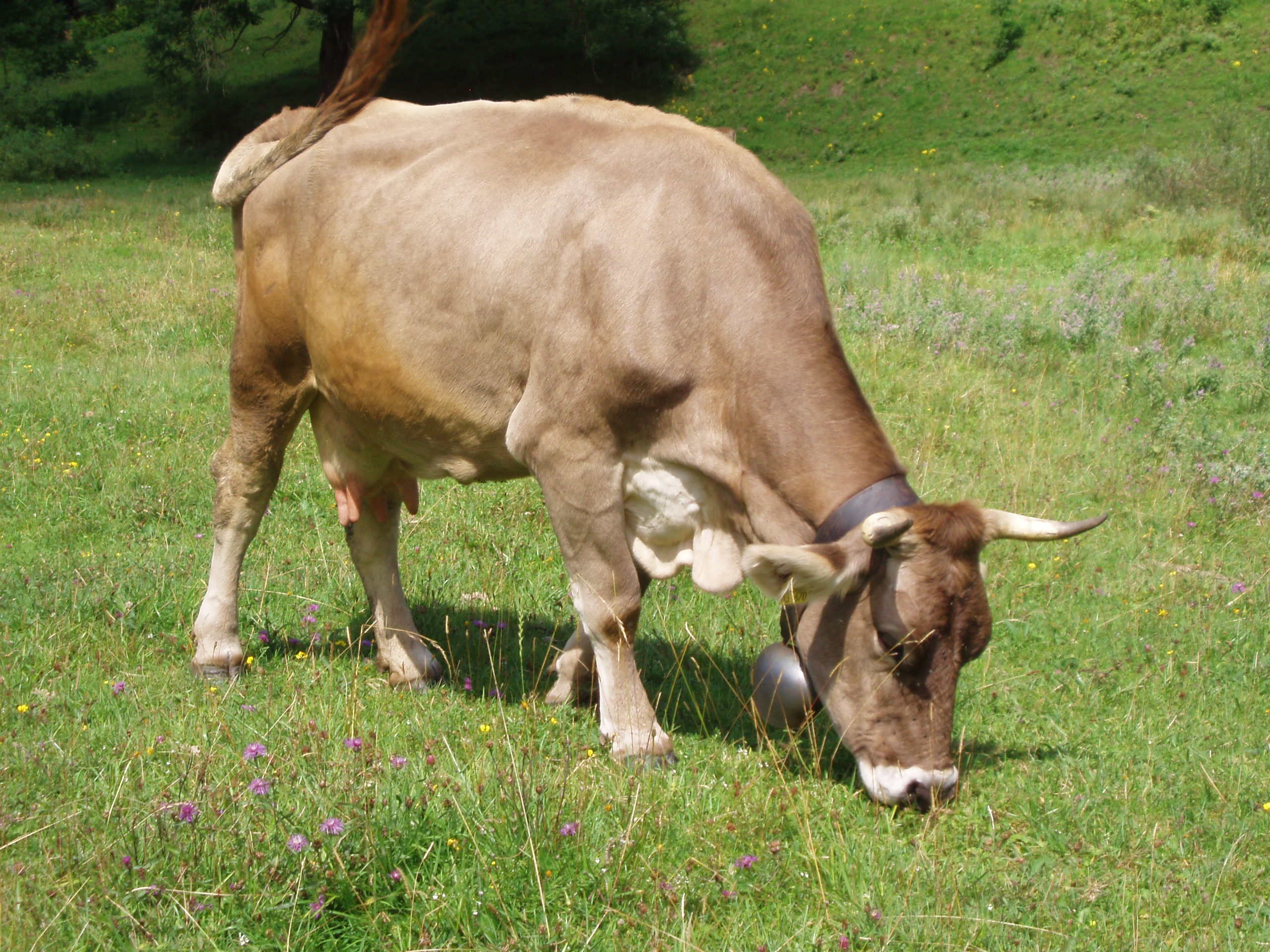
Braunvieh

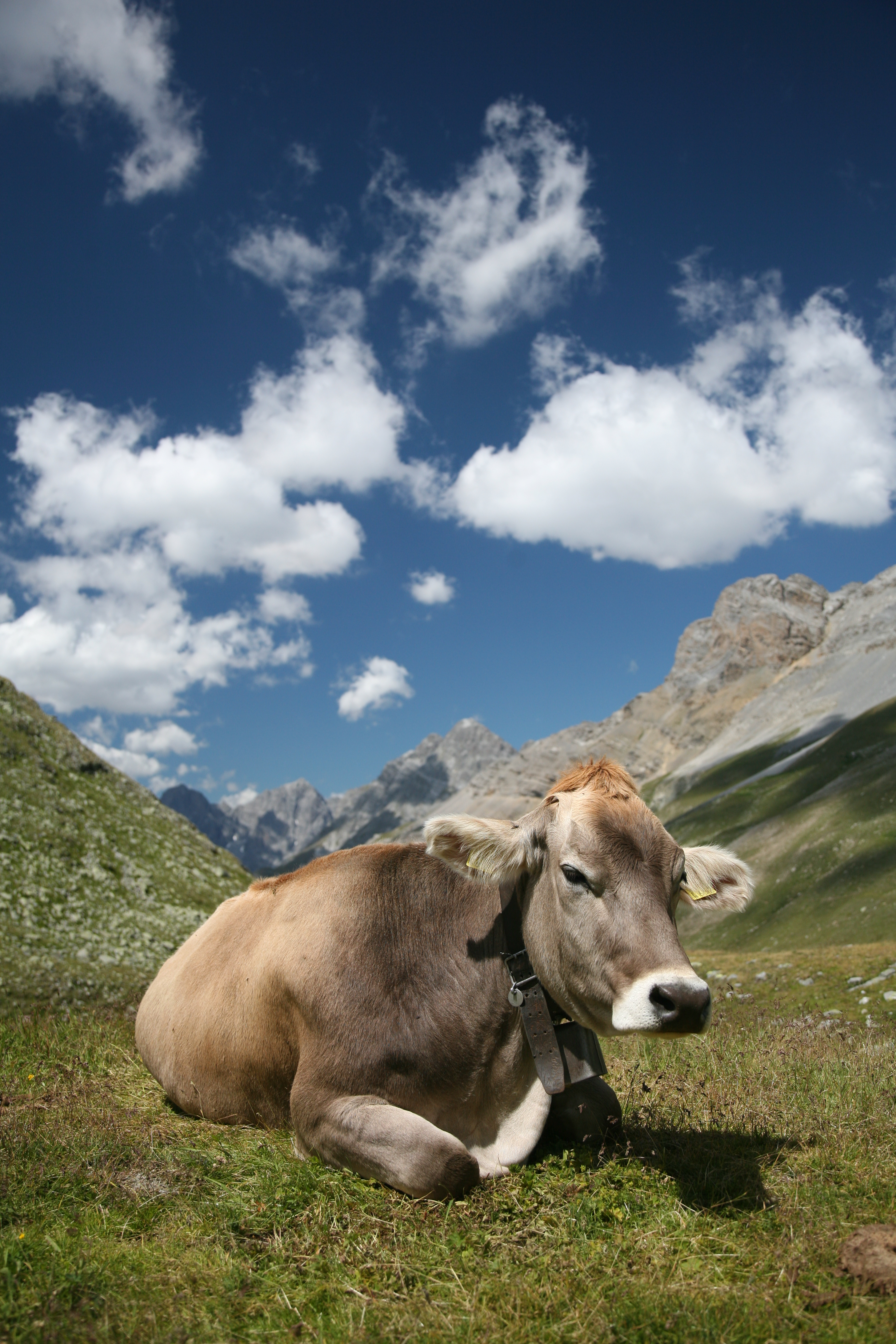
Enthorntes Braunvieh in Vordersäss, Rätikon

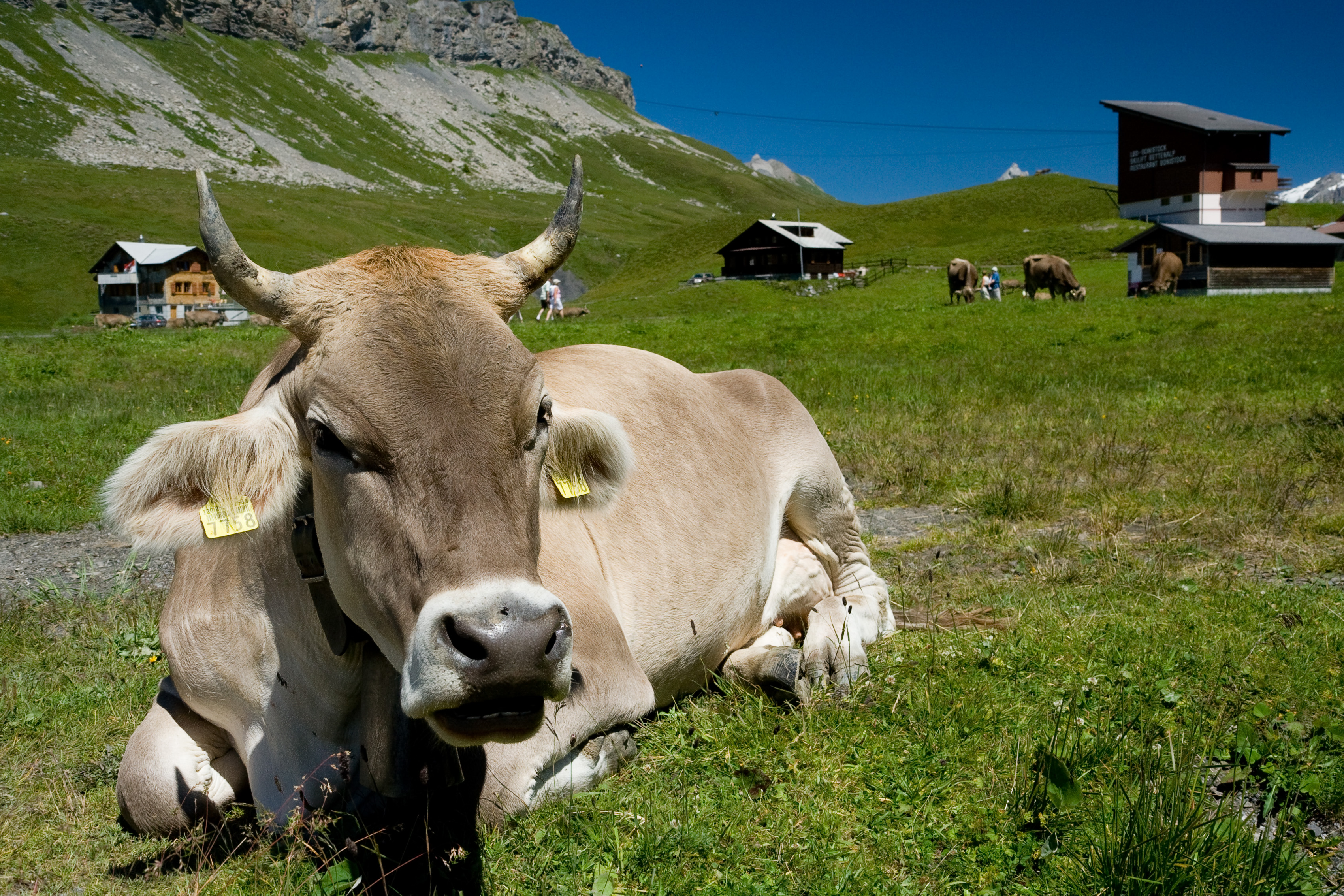
Braunvieh auf Melchsee-Frutt, Schweiz

Das Braunvieh ist eine Rasse des Hausrindes.

## Verbreitung
Die Zucht dieser Rasse begann im 15. Jahrhundert im Kloster Einsiedeln in der Zentralschweiz, von dort breitete sie sich bis nach Tirol aus. Seit Mitte der 1960er Jahre wurde der einheimische Bestand durch Einkreuzung von in Amerika gezüchteten Brown-Swiss zum jetzigen Braunvieh umgewandelt. Außer in der Schweiz, dort östlich der Brünig-Napf-Reuss-Linie, wird das Braunvieh vor allem in Südtirol, in Österreich in Vorarlberg, Westtirol und der Obersteiermark und in Deutschland in Schwaben und im Allgäu gehalten. Die Rasse ohne oder mit sehr geringer Brown-Swiss-Einkreuzung wird als Original Braunvieh (OBV) noch weitergezüchtet.

## Rassekennzeichen
Das Braunvieh ist ein einheitlich braunes bis graubraunes Rind mit schwarzem, hell eingefasstem Flotzmaul. Seine Hörner sind hell mit dunkler Spitze. Die Kühe wiegen ca. 550–750 kg bei einer Widerristhöhe von 138–152 cm, Stiere ca. 1000–1300 kg. Es handelt sich beim Braunvieh mittlerweile um eine milchbetonte Doppelnutzungsrasse mit einer hohen Milchleistung, die in Abhängigkeit vom Standort zwischen 7.200 (Bergregionen) und 12.000 Litern pro Jahr schwankt. Die Tageszunahmen der Mastbullen liegen bei 1,2 kg in der Intensivmast. Hervorzuheben ist der hohe Milcheiweißgehalt von 3,5 bis 4,5 Prozent. Braunvieh ist in punkto Nutzungsdauer und Lebensleistung in vielen Ländern die Nummer 1.

## Montafoner Braunvieh
Ebenfalls zum Braunvieh gehört das Montafoner Braunvieh, eine Rinderrasse des südlichen Vorarlberg.
Es handelt sich hierbei um mittelschwere, muskulöse, meist mittel- bis dunkelbraune Tiere mit hellem Aalstrich. Kühe wiegen ca. 500–600 kg, Stiere ca. 750–1000 kg. Die Montafoner waren im 19. Jahrhundert weit verbreitet und wurden dann zunehmend durch Einkreuzung von Brown-Swiss zum Braunvieh umgewandelt.

## Geschichte des Braunviehs in der Schweiz
Neben der klar ausgerichteten Zucht in den Klostergütern Einsiedeln, Engelberg und Muri und ihrer Umgebung blieb die breite Zucht in den kleinbäuerlichen Betrieben sich selbst überlassen. 1848 beschließt der Schweizer Bundesstaat wirtschaftliche Maßnahmen zur Förderung der Viehzucht. Seit 1880 gibt es offiziell nur noch einen „Schlag“ des Schweizer Braunviehs. 1887 wurde in Dürnten die erste Viehzuchtgenossenschaft gegründet und es kam überall im Land zu Neugründungen. 1920 wurde das Eidgenössische Stammzuchtbuch, Vorgängerin des Herdebuchs, gegründet.
Die Braunviehzucht war vor der Einführung der künstlichen Besamung (KB) in einer Sackgasse. In den 1920er und 1930er Jahren wurde das Braunvieh nach Amerika exportiert. Dort wurde es als Brown Swiss bezeichnet und einseitig auf hohe Milchleistung gezüchtet. In der Schweiz haben sich 1950 die Abgeordneten des Braunviehzuchtverbands deutlich gegen die KB ausgesprochen.

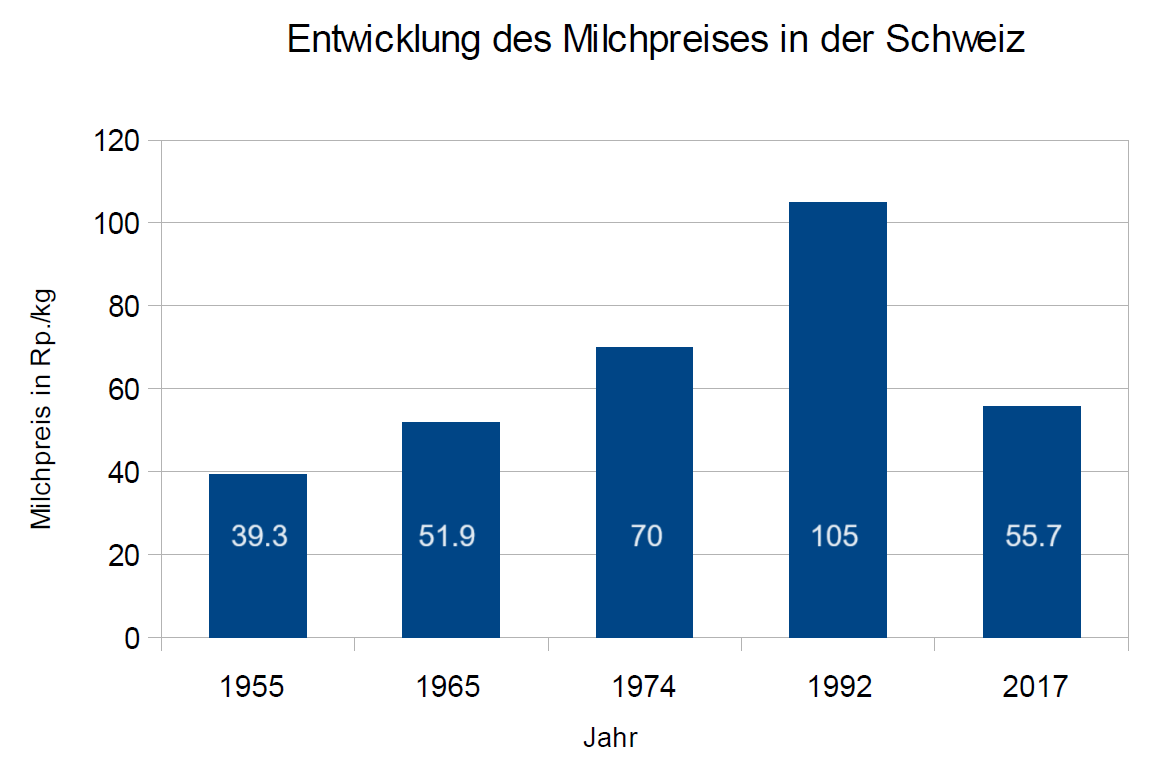
Entwicklung des Milchpreises

1960 wurde der Schweizerische Verband für künstliche Besamung gegründet. Vorher hatte man in den Dörfern Genossenschaftsstiere, die nur ein oder zwei Jahre gehalten wurden. Als sie geschlachtet wurden, wusste man noch nichts über die Eigenschaften ihrer Nachkommen. Die KB-Stiere werden zuerst geprüft und dann wählt man jene aus mit erwünschten Eigenschaften, was in der Zucht große Fortschritte brachte. 1967 wurden Brown-Swiss-Stiere aus Amerika zurückimportiert und in die damalige Braunviehzucht eingekreuzt. Damit wurde die genetische Varianz des Braunviehs erweitert, die Milchleistung gesteigert sowie die Widerristhöhe und die Frühreife verbessert. 1978 wurden erstmals mehr Kühe mit Brown-Swiss-Stieren als mit Original-Braunvieh-Stieren besamt. Im Laufe der Zeit hat sich auch die Melkbarkeit der Kühe verbessert. Bei der Verwendung von Melkmaschinen sollte jede der vier Zitzen ungefähr gleich viel Milch ergeben, was früher nicht der Fall war.
Unter anderem dank der künstlichen Besamung produziert heute im Berggebiet eine Kuh jährlich 8000 statt früher 4000 Kilogramm Milch. Um mehr Milch herzustellen, brauchen die Kühe auch mehr Futter, das im Berggebiet zum Teil zugekauft werden muss. Auch wegen starken Subventionen kam es zu einer „Milchschwemme“. 1955 betrug der Milchpreis rund 40 Rappen pro Kilogramm, erreichte 1992 mit 1.05 Franken den Höchststand und ist 2017 auf die Hälfte gefallen. Die Zunahme der Milchproduktion war eklatant. Zwischen 1955 und 1967 stieg sie im Kanton Graubünden um mehr als 60 Prozent an. Inzwischen sind der Viehbestand und die Milchproduktion gesunken. In Graubünden gab es 2017 20 Prozent weniger Kühe als vor 30 Jahren. Manche Bauern verzichten auf den Zukauf von Kraftfutter und nehmen eine etwas geringere Milchleistung in Kauf.